# 特雷维耶尔
特雷维耶尔（法語：Trévières，法語發音：[tʁevjɛʁ] ⓘ）是法国卡尔瓦多斯省的一个市镇，属于巴约区。

## 地理
特雷维耶尔（49°18'31"N, 0°54'15"W）面积11.7 平方千米，位于法国诺曼底大区卡爾瓦多斯省，该省份为法国西北部沿海省份，北濒大西洋英吉利海峡，东北与滨海塞纳省以海上边界相接，东临厄尔省，南至奧恩省，西与芒什省接壤。
与特雷维耶尔接壤的市镇（或旧市镇、城区）包括：贝尔内斯克、布里克维尔、贝桑地区芒德维尔、吕贝尔西、福尔米尼拉巴塔耶。

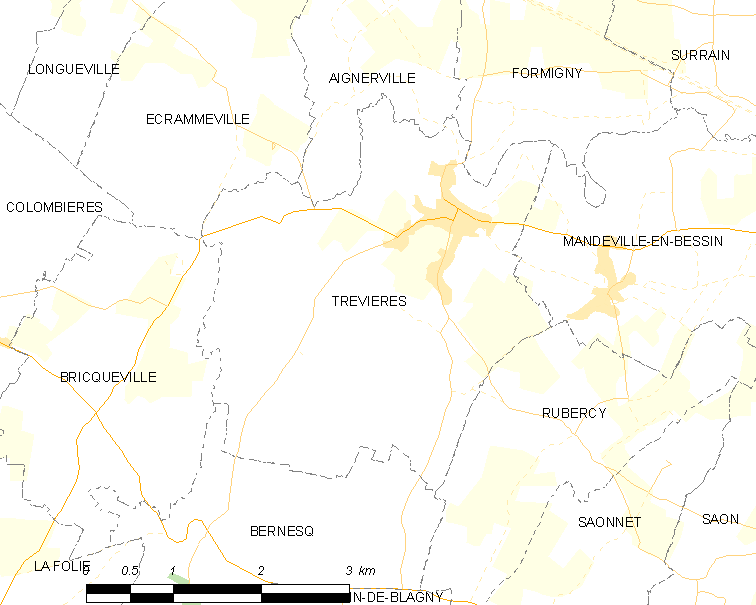
特雷维耶尔的OSM定位图

特雷维耶尔的时区为UTC+01:00、UTC+02:00（夏令时）。

## 行政
特雷维耶尔的邮政编码为14710，INSEE市镇编码为14711。

## 政治
特雷维耶尔所属的省级选区为特雷维耶尔县。

## 人口

1962-2008年间特雷维耶尔人口变化图示

特雷维耶尔于2022年1月1日时的人口数量为922人。